# Cecidocharella
Genre
Cecidocharella est un genre d'insectes diptères brachycères muscomorphes de la famille des Tephritidae et de la sous-famille des Tephritinae.

## Liste des espèces
- Cecidocharella borrichia Bush & Huettel, 1970
- Cecidocharella elegans Hendel, 1936
- Cecidocharella tucumana Aczel, 1953